# Dyskografia Thirty Seconds to Mars
Dyskografia Thirty Seconds to Mars – zespołu wykonującego rock alternatywny powstałego w 1998, składa się albumów studyjnych, mini albumów i singli. Debiutancki album 30 Seconds to Mars 30 Seconds to Mars został wydany w roku 2002. Miał on nosić nazwę jednego z utworów – Welcome to the Universe, jednakże producent zanegował ten pomysł.
Drugi album A Beautiful Lie został wydany w roku 2005, rozszedł się na świecie w ponad 4 milionach egzemplarzy oraz osiągnął status sześciokrotnej "platyny" w USA.
W grudniu 2009 w sklepach pojawił się trzeci album zespołu This Is War. Album promował klip Kings and Queens, który od dnia 11 listopada 2009 można było oglądać na MySpace zespołu. Kolejnymi singlami były Hurricane, Closer to the Edge oraz This is War. W trakcie trasy promującej album, nazwanej Into the Wild, pobity został Rekord Guinnessa w ilości koncertów zagranych w ciągu jednej trasy. Zespół dał ponad 300 koncertów, z których ostatni odbył się w Nowym Jorku 7 grudnia 2011 roku. Został on nazwany MARS300 i był transmitowany poprzez VyRT.
21 maja 2013 roku ukazał się czwarty studyjny album zespołu Love Lust Faith + Dreams, który w Polsce uzyskał status złotej płyty.

## Albumy studyjne
| Rok  | Dane dot. albumu | Pozycje na listach przebojów | Pozycje na listach przebojów | Pozycje na listach przebojów | Pozycje na listach przebojów | Pozycje na listach przebojów | Pozycje na listach przebojów | Pozycje na listach przebojów | Pozycje na listach przebojów | Pozycje na listach przebojów | Pozycje na listach przebojów | Pozycje na listach przebojów | Pozycje na listach przebojów | Wyróżnienia | Skład zespołu                                          |
| Rok  | Dane dot. albumu | U.S.                         | UK                           | AUS                          | ITA                          | FIN                          | NZ                           | PT                           | DEU                          | CH                           | FRA                          | AUT                          | NED                          | Wyróżnienia | Skład zespołu                                          |
| ---- | --- | ---------------------------- | ---------------------------- | ---------------------------- | ---------------------------- | ---------------------------- | ---------------------------- | ---------------------------- | ---------------------------- | ---------------------------- | ---------------------------- | ---------------------------- | ---------------------------- | --- | ------------------------------------------------------ |
| 2002 | 30 Seconds to Mars - Data wydania: 27 sierpnia 2002 - Wytwónia: Immortal Records Virgin Records - Format: CD, digital download          | 107                          | 136                          | 89                           | –                            | –                            | –                            | –                            | –                            | –                            | 142                          | –                            | –                            | | Jared Leto, Shannon Leto, Solon Bixler                 |
| 2005 | A Beautiful Lie - Data wydania: 30 sierpnia 2005 - Wytwónia: Immortal Records Virgin Records - Format: CD, CD+DVD, LP, digital download | 36                           | 21                           | 20                           | 8                            | 15                           | 20                           | 23                           | 30                           | 49                           | 13                           | 10                           | 31                           | US: Platynowa ITA: Platynowa CAN: Złota UK: Platynowa AUS: Złota AFR: Złota                                                            | Jared Leto, Shannon Leto, Tomo Miličević, Matt Wachter |
| 2009 | This Is War - Data wydania: 4 grudnia 2009 - Wytwónia: Virgin Records - Format: CD, CD+DVD, LP, digital download                        | 18                           | 15                           | 18                           | 19                           | 19                           | 9                            | 6                            | 12                           | 20                           | 14                           | 8                            | 31                           | AUS: Złota AUT: Złota BEL: 2× Platynowa GER: Platynowa IRE: Złota NZL: Złota POL: Platynowa PRT: 2× Platynowa AFR: Złota UK: Platynowa | Jared Leto, Shannon Leto, Tomo Miličević               |
| 2013 | Love Lust Faith + Dreams - Data wydania: 21 maja 2013 - Wytwónia: Virgin Records - Format: CD, CD+DVD, LP, digital download             | 9                            | 5                            | 4                            | 3                            | 6                            | 11                           | 1                            | 3                            | 5                            | 16                           | 3                            | 12                           | AUT: Złota POL: Złota PRT: 2x Platynowa RUS: Złota                                                                                     | Jared Leto, Shannon Leto, Tomo Miličević               |
| 2018 | America - Data wydania: 6 kwietnia 2018 - Wytwónia: Interscope, Universal - Format: CD, LP, kaseta, digital download                    | 2                            | 4                            | 10                           | 2                            | 13                           |                              | 2                            | 1                            | 2                            |                              | 1                            |                              | |                                                        |

## Minialbumy
| Rok  | EP |
| ---- | --- |
| 2007 | AOL Sessions Undercover - Data wydania: 13 marca 2007 - Wytwónia: Virgin Records - Format: digital download              |
| 2008 | To the Edge of the Earth - Data wydania: 25 marca 2008 - Wytwónia: Virgin Records - Format: CD+DVD                       |
| 2011 | MTV Unplugged: 30 Seconds to Mars - Data wydania: 19 sierpnia 2008 - Wytwónia: Virgin Records - Format: digital download |

## Single
| Rok  | Singel                       | Pozycje na listach przebojów | Pozycje na listach przebojów | Pozycje na listach przebojów | Pozycje na listach przebojów | Pozycje na listach przebojów | Pozycje na listach przebojów | Pozycje na listach przebojów | Pozycje na listach przebojów | Pozycje na listach przebojów | Pozycje na listach przebojów | Pozycje na listach przebojów | Pozycje na listach przebojów | Pozycje na listach przebojów | Pozycje na listach przebojów | Album                    |
| Rok  | Singel                       | U.S. Hot 100                 | U.S. Mod. Rock               | U.S. Main. Rock              | UK Singles Chart             | New Zealand Singles          | Australian Singles Chart     | Italian Singles Chart        | Portugal Singles Chart       | Germany Singles Chart        | Austria Singles Chart        | Argentina Singles Chart      | Chilean Singles Chart        | Canadian Singles Chart       | Brasil Singles Chart         | Album                    |
| ---- | ---------------------------- | ---------------------------- | ---------------------------- | ---------------------------- | ---------------------------- | ---------------------------- | ---------------------------- | ---------------------------- | ---------------------------- | ---------------------------- | ---------------------------- | ---------------------------- | ---------------------------- | ---------------------------- | ---------------------------- | ------------------------ |
| 2002 | Capricorn (A Brand New Name) | -                            | -                            | 31                           | -                            | -                            | -                            | -                            | -                            | -                            | -                            | -                            | -                            | -                            | -                            | 30 Seconds to Mars       |
| 2003 | Edge of the Earth            | -                            | -                            | -                            | -                            | -                            | -                            | -                            | -                            | -                            | -                            | -                            | -                            | -                            | -                            | 30 Seconds to Mars       |
| 2005 | Attack                       | -                            | 22                           | 38                           | 148                          | -                            | -                            | -                            | 22                           | -                            | -                            | -                            | -                            | 82                           | -                            | A Beautiful Lie          |
| 2006 | The Kill                     | 65                           | 3                            | 14                           | 28                           | 22                           | 20                           | 40                           | 16                           | 58                           | 41                           | 8                            | 9                            | 1                            | 17                           | A Beautiful Lie          |
| 2006 | From Yesterday               | 76                           | 1                            | 11                           | 37                           | 13                           | 34                           | 36                           | 17                           | 72                           | 53                           | 3                            | 7                            | 2                            | 11                           | A Beautiful Lie          |
| 2007 | A Beautiful Lie              | -                            | 37                           | -                            | -                            | -                            | -                            | 16                           | 8                            | 92                           | -                            | 1                            | 3                            | 27                           | 1                            | A Beautiful Lie          |
| 2009 | Kings and Queens             | 82                           | 1                            | 4                            | 28                           | 14                           | 67                           | 25                           | 9                            | 39                           | 35                           | 3                            | 2                            | 70                           | 3                            | This Is War              |
| 2010 | This Is War                  | 72                           | 1                            | 4                            | 51                           | -                            | -                            | 33                           | -                            | 79                           | 73                           | 49                           | -                            | 67                           | 5                            | This Is War              |
| 2010 | Closer to the Edge           | 99                           | 7                            | 21                           | 44                           | 21                           | 13                           | 14                           | 6                            | 26                           | 20                           | 1                            | 1                            | -                            | 1                            | This Is War              |
| 2010 | Hurricane                    | -                            | -                            | -                            | 124                          | -                            | 67                           | 11                           | 27                           | 45                           | -                            | 3                            | 7                            | -                            | 1                            | This Is War              |
| 2013 | Up in the Air                | 16                           | -                            | 29                           | 45                           | -                            | 68                           | -                            | -                            | 47                           | 45                           | -                            | -                            | -                            | -                            | Love Lust Faith + Dreams |

### Single promocyjne
| Tytuł                                                    | Rok  | Najwyższa pozycja | Najwyższa pozycja | Najwyższa pozycja | Najwyższa pozycja | Najwyższa pozycja | Najwyższa pozycja | Album                        |
| Tytuł                                                    | Rok  | US Alt.           | US Rock           | AUT               | GER               | POL               | UK Rock           | Album                        |
| -------------------------------------------------------- | ---- | ----------------- | ----------------- | ----------------- | ----------------- | ----------------- | ----------------- | ---------------------------- |
| "The Kill" (akustyczny, live na VH1)                     | 2006 | 35                | –                 | –                 | –                 | –                 | –                 | Non-album release            |
| "Search and Destroy"                                     | 2010 | –                 | –                 | –                 | –                 | 45                | –                 | This Is War                  |
| "Night of the Hunter"                                    | 2011 | –                 | 50                | –                 | –                 | –                 | –                 | This Is War                  |
| "Do or Die"                                              | 2013 | –                 | –                 | 75                | –                 | –                 | 7                 | Love, Lust, Faith and Dreams |
| "City of Angels"                                         | 2013 | 8                 | 31                | –                 | 92                | –                 | 21                | Love, Lust, Faith and Dreams |
| "–" oznacza, że singel nie był notowany na danej liście. |      |                   |                   |                   |                   |                   |                   |                              |

## Teledyski
| Rok  | Teledyski                    | Reżyser             | Przypisy |
| ---- | ---------------------------- | ------------------- | -------- |
| 2002 | Capricorn (A Brand New Name) | Paul Feodor         | [ 21 ]   |
| 2002 | Edge of the Earth            | Kevin McCullough    | [ 21 ]   |
| 2005 | Attack                       | Paul Feodor         | [ 21 ]   |
| 2006 | The Kill (Bury Me)           | Bartholomew Cubbins | [ 21 ]   |
| 2007 | From Yesterday               | Bartholomew Cubbins | [ 21 ]   |
| 2008 | A Beautiful Lie              | Angakok Panipaq     | [ 22 ]   |
| 2009 | Kings and Queens             | Bartholomew Cubbins | -        |
| 2010 | Closer to the Edge           | Bartholomew Cubbins | -        |
| 2010 | Hurricane                    | Bartholomew Cubbins | -        |
| 2011 | This Is War                  | Edouard Salier      | -        |
| 2013 | Up in the Air                | Bartholomew Cubbins | -        |
| 2013 | Do or Die                    | Bartholomew Cubbins | -        |
| 2013 | City of Angels               | Bartholomew Cubbins | -        |

## Remiksy
| Rok  | Piosenka                                       | Album             | Artysta  | Wytwórnia      |
| ---- | ---------------------------------------------- | ----------------- | -------- | -------------- |
| 2008 | The Only One - Pubblicazione: 13 września 2008 | Hypnagogic States | The Cure | Geffen Records |